# Arcangela Girlani
Arcangela Girlani (Trino, 1460 - Mantua, 25 de enero de 1494), nacida como Eleonora Girlani, fue una monja de la Orden carmelita italiana conocida por sus visiones. El Papa Pío IX confirmó su culto y la beatificó el 1 de octubre de 1864.

## Vida
Eleonora Girlani nació en 1460 en una familia noble de Trino, entonces en el Ducado de Saboya. Habiendo sido educada por los benedictinos, había planeado convertirse en monja benedictina. Sin embargo, de camino a la abadía, su caballo se negó a llevarla allí. Interpretando esto como una señal, en cambio se convirtió en monja carmelita en Parma, y se le dio el nombre religioso de Arcangela. Ella profesó en 1478.
Más tarde, Girlani fue elegida priora de su monasterio y fundó un nuevo monasterio carmelita en Mantua. Se la recuerda como una mística que tenía una devoción especial a la Santísima Trinidad, y se informó que tenía los dones de éxtasis y milagros, incluida la levitación.
La devoción generalizada y los informes de curación surgieron después de su muerte en 1494. Su culto fue confirmado el 1 de octubre de 1864 por el Papa Pío IX. Su fiesta se celebra el 25 de enero.